# The Infection
The Infection — п'ятий студійний альбом американського метал-гурту Chimaira, випущений 21 квітня 2009 року. Першого ж тижня після релізу посів 30-ту позицію в Billboard 200. Останній з альбомів в записі котрого брали участь басист Джим ЛаМарка та ударник Андольс Херрік.

## Список композицій
| #   | Назва                  | Тривалість |
| --- | ---------------------- | ---------- |
| 1.  | «The Venom Inside»     | 04:05      |
| 2.  | «Frozen in Time»       | 04:05      |
| 3.  | «Coming Alive»         | 03:04      |
| 4.  | «Secrets of the Dead»  | 04:24      |
| 5.  | «The Disappearing Sun» | 04:24      |
| 6.  | «Impending Doom»       | 06:05      |
| 7.  | «On Broken Glass»      | 03:46      |
| 8.  | «Destroy and Dominate» | 04:42      |
| 9.  | «Try to Survive»       | 04:40      |
| 10. | «The Heart of It All»  | 14:52      |

## Склад
- Марк Гантер — вокал, тексти
- Роб Арнольд — соло
- Метт ДеВріз — ритм
- Джим ЛаМарка — бас
- Андольс Геррик — ударні
- Кріс Спікуцца — клавішні

## Чарти
| Чарт (2009)          | Найвища позиція |
| -------------------- | --------------- |
| Finnish Albums Chart | 32              |
| The Billboard 200    | 30              |